# 安全進塁権
安全進塁権（あんぜんしんるいけん）とは、野球用語の一つ。規則により走者（打者走者を含む）がアウトにされることなく進塁を認められることをいう。

## 概要
安全進塁権が与えられた走者は、与えられた塁までアウトにされるおそれなく進塁することが許される。ただし、安全に進塁できるからといっても、正規の走塁を怠ってはならない。すなわち、複数個の安全進塁権が与えられた場合も、通常の進塁のように順番に触塁しなければならず、ダイヤモンドを横切って進塁が許された最後の塁まで直接向かうようなことは許されないし、走者にリタッチの義務が残っている場合は一旦リタッチの必要がある塁まで戻る必要があり、ボールデッド（一時中断）のもとで安全進塁権が与えられたときに塁を空過した場合は、走者が空過した塁の次の塁に達してしまえば空過した塁の踏み直しが認められなくなる。プレイ再開後に守備側からアピールがあれば、その走者はアウトになる。
安全進塁権には、守備側のミスや反則行為に対するペナルティとして発生するものが多いが、本塁打のようにそうとは言い難いものもある。安全進塁「権」と称されてはいるが、放棄することはできないので単なる権利とは言い難く、義務の性格もある。フェアボールが直接柵越えして本塁までの安全進塁権が与えられてもわざと一塁に留まったり、投手がボークを犯したときに走者が進塁を拒んだりすることは認められない。これは、公認野球規則1.02で「攻撃側は、まず打者が走者となり、走者となれば進塁して得点することに努める」、同1.05で「各チームは、相手チームより多くの得点を記録して、勝つことを目的とする」と謳われているため、より本塁へ近付くことのできるこの安全進塁権の放棄は原則に反するという解釈を根拠とする。同様に、攻撃側のミスや反則に適用される罰則である打者または走者のアウト（例えば守備妨害等）を守備側の意向で取り消しにすることはできない（例外的に、打撃妨害発生時の「監督の選択権」というものがあるが、これとて打撃妨害によるペナルティを取るか、成り行きの結果による攻撃側の利益を取るかの択一であり、守備側の不利益が減免されるわけではない）。

## 打者が安全に進塁できる場合
次の場合、打者はアウトにされるおそれなく一塁が与えられる（公認野球規則5.05(b)）。このとき占有する塁を明け渡さなければならない走者（一塁走者と、一塁に走者があるときの二塁走者と、満塁時の三塁走者）にも1個の安全進塁権が与えられ、次塁まで安全に進塁できる。
- 四球が宣告された場合。この場合はボールインプレイである。ただし、守備側監督が球審に通告して、投球せずに故意四球とする場合（いわゆる「申告敬遠」）はボールデッドである（死球の場合と同じ）。
- 死球が宣告された場合。この場合はボールデッドである。
- 捕手やその他の野手が、打者を妨害した場合（打撃妨害）。打者を妨害した捕手や野手には失策を記録する。詳細は当該項を参照のこと。
- 審判員または走者が、フェア地域で野手に触れていない打球に触れた場合（守備妨害）。打者には安打を記録し、打球に触れた走者はアウトになる。ただし、投手を含む内野手に既に触れた打球、または投手を除く内野手の股間や真横を通過した直後の打球に走者が触れた場合で、他の内野手が守備する機会がないと判断されたものを除く。

## 走者が安全に進塁できる場合
次の場合、走者には安全進塁権が与えられ、アウトにされるおそれなくその数だけ進塁することができる（公認野球規則5.06(b)(4)）。ここで走者には打者走者を含むが、打者と打者走者は区別される必要があるので注意しなければならない。下に示す場合の走者に打者を含む場合には、特に説明を加える。

### 本塁（4個の安全進塁権）が与えられる場合
- 打球がインフライト（まだ地面やフェンスに触れていない）の状態でフェア地域からプレイングフィールドの外へ出た場合（柵越え本塁打）。
- 上記柵越え本塁打となるであろうと審判員が判断した打球が、観衆や鳥、野手が投げつけたグラブや帽子などに当たって落下したり進路が変わったりした場合。

### 3個の安全進塁権が与えられる場合
- 野手が帽子やマスク、グラブやミットなどを本来の位置から離してフェアの打球に故意に触れさせた場合（触れなかった場合はこのペナルティは発生しない）。この場合はボールインプレイである。打者の記録は三塁打となる。

### 2個の安全進塁権が与えられる場合
- 野手が帽子やマスク、グラブやミットなどを本来の位置から離して送球に故意に触れさせた場合（触れなかった場合はこのペナルティは発生しない）。この場合はボールインプレイである。
- インフライトでないフェアの打球がプレイングフィールドの外へ出た場合、または一度野手が触れて進路が変わった打球がファウル地域のスタンドに入った場合。または、フェンスやスコアボード、木などにはさまった場合。この場合はボールデッドである。打者の記録は二塁打となる。日本ではこれらはエンタイトルツーベース（英語ではground rule double）と呼ばれる。
- 送球が、スタンドやベンチなどの、野手がそれ以上追えない場所に入ってしまった場合（野手が能動的に投げ入れた場合も含む）。この場合はボールデッドになる。
  - この場合、安全進塁権を認める基準となる塁は、悪送球が、打球を処理した直後の内野手の送球である場合は投球当時に占有していた塁、それ以外の場合は野手の手からボールが離れたときに占有していた塁となる。ただし、打球を処理した直後の内野手の送球であっても、すでに打者走者を含む全ての走者が1個以上進塁している場合は、野手の手からボールが離れたときに占有していた塁を基準とする。

### 1個の安全進塁権が認められる場合
- 野手が帽子やマスク、グラブやミットなどを本来の位置から離して投球に故意に触れさせた場合。この場合はボールインプレイであり、投球に触れたときの走者の位置を基準に、1個の塁が与えられる。
- 投手がボークを犯した場合。詳細は当該項を参照のこと。
- 打者への投球、または投手板（プレート）を外さずにマウンド上から行った送球（牽制球など）が、スタンドまたはベンチなど、ボールデッドとなる箇所に入った場合。この場合はボールデッドになる。
  - 打者への投球が捕手を通過した後、または投手板を外さずにマウンド上から行った送球が塁を守る野手を通過した後、さらに捕手や野手に触れたうえでスタンドまたはベンチに入り、ボールデッドになった場合には、投球（送球）当時に占有していた塁を基準に、2個の安全進塁権が与えられる。第4ボール（四球）または第3ストライク（三振）にあたる投球がこの状態になったときは、打者にも二塁が与えられる。
  - 投手が投手板を外してから送球した場合は、投手も通常の野手と同様に扱われるため、スタンドまたはベンチに入った場合は走者に2個の安全進塁権が与えられる。
- 投球が、球審や捕手のマスクや用具に挟まって止まった場合。
  - ただし、投球が第4ボールまたは第3ストライク（後者は、無死または一死で一塁に走者があるときを除く。その場合は打者はアウトになる。[注 1]）にあたる場合は、打者にも一塁が与えられる。
- 野手が、打者が打った飛球を捕らえた後、スタンドやベンチなどボールデッドとなる箇所に踏み込んだり、倒れ込んだりした場合[注 2]。この場合は打者のアウトは取り消されないが、ボールデッドになる。走者全員に1個の安全進塁権が与えられるが、投球当時の占有塁へのリタッチの義務は消滅しない。
  - ボールデッドとなる箇所に入り込んで捕球をすることは認められない（捕球しても打者をアウトにすることはできない）。しかし、野手がベンチなどの中に手を差しのべて捕球することは差し支えない。この際に、倒れこまないようにベンチの中の選手やスタンドの観客に体を支えてもらってもよい。正規に捕球できている場合は打者はアウトになり、走者にはリタッチの義務が生じる。

### サヨナラゲームの場合
最終回または延長回の裏の攻撃で、数個（2個以上）の安全進塁権が与えられ後攻チームのサヨナラゲームとなる場合、勝ち越し得点を挙げる走者が生還するのに必要な最小限の個数の安全進塁権しか与えられない。打者には、それと同じ個数の安全進塁権しか与えられないが、そのためにはその塁まで進塁することが条件となる（公認野球規則7.01(g)(3)）。ただし、柵越え本塁打の場合は、得点差にかかわらず全ての打者と走者の生還（得点）が認められる（公認野球規則7.01(g)(3)【例外】）。
- 【例1】最終回裏に同点で走者二・三塁のときに、通常なら打者及び走者に2個又は3個の安全進塁権を与えられるべき事象が生じても、1個の安全進塁権のみが与えられ、三塁走者が本塁に触れることによって試合終了となる。二塁走者は三塁までの進塁が認められるが、生還は認められない。打者は、一塁までの進塁だけが認められる（実際に二塁を踏んだとしても、二塁に進塁したとは認められない）。打球が地面に触れてからスタンドに入ったとしても、二塁打ではなく、単打の記録となる。
- 【例2】最終回裏に攻撃側が1点差で負けていて走者二・三塁のとき、あるいは最終回裏に同点で走者二塁のときに、打球が地面に触れてからスタンドに入ると、各走者には2個の安全進塁権（すなわち本塁）が与えられるとともに、打者にも二塁が与えられる（二塁走者が勝ち越し得点の走者であるため）。このとき打者走者が二塁まで走塁すれば打者の記録は二塁打であるが、一塁を踏んだだけでベンチに戻った場合は単打の記録となる。

## 審判員の宣告の仕方
走者に安全進塁権を与える場合、審判員は、以下の通りに宣告を行う。ただし、ボールデッドである場合はそれに先立って、両手を上方に広げるジェスチャーをし（ファウルボールと同じ）、「ボールデッド」または「タイム」と宣告する。（打球が本塁打となった場合を除く）
1個の安全進塁権を与える場合
右手を高く上げ、人差し指1本を伸ばし、「テイク・ワン（ベース）」と宣告する。
2個の安全進塁権を与える場合
右手を高く上げ、人差し指と中指の2本を伸ばし、「テイク・ツー（ベース）」と宣告する。
3個の安全進塁権を与える場合
右手を高く上げ、人差し指と中指、薬指の3本を伸ばし、「テイク・スリー（ベース）」と宣告する。
本塁を与える（打球がフェンスを越え、本塁打となった）場合
右手を高く上げ、頭上で人差し指を大きく回しながら「ホームラン」と宣告する。

## 安全進塁権が与えられたとき

### ボールデッドのとき
ボールデッドのもとでは、与えられた塁以上に進むことは認められない。
例えば一・二塁間に一塁走者と打者走者の二人がいたときに2個の安全進塁権が与えられた場合、一塁走者・打者走者ともに三塁まで与えられることになるが、一塁走者は三塁まで進めても、打者走者は三塁が前の走者に占有されてしまうため三塁まで進むことができない。このような場合は、打者走者は三塁が許されても結果的に二塁までしか進塁できない。
ただし、打者に一塁が与えられた場合で、その打者に一塁を明け渡すために進塁しなければならなくなった走者は全員安全に次の塁へ進むことができる。いわゆる「四死球による押し出し」は典型的な例であり、満塁の場合は攻撃側に1点が入る（ただし、四球はボールインプレイである）。

### ボールインプレイのとき
四球のケースのようにボールインプレイで安全進塁権が与えられた際には、与えられた塁まではアウトにされるおそれなく進塁することができるが、プレイは続行中であるので、守備側の隙を突いて、その塁を越えて進塁しようとすることも可能である。ただし、与えられた塁に到達してしまうと、それ以降の走塁はアウトにされるおそれがある。
このとき、安全進塁権が与えられた最後の塁を空過していても、この塁に達したものとみなされる。
- 【例】走者一塁でボールカウント3-2から次の投球時、一塁走者が盗塁を試みていて、ストライクゾーンを外れた投球を捕手が後逸した場合を考える。四球で打者には一塁まで、一塁走者には二塁までの安全進塁権が与えられる。このときに、一塁走者が捕逸を利して三塁進塁を狙って、全力疾走で二塁を空過したとする。この場合、一塁走者は、二塁を空過した時点で二塁に到達し、安全進塁権が行使されたものとみなされる。したがって、これ以降はアウトにされるおそれがある。二塁を空過した一塁走者が二・三塁間から空過に気付き、二塁へ踏み直しに戻ろうとしても、二塁への帰塁より早く二塁に触球するか走者の身体に触球して、二塁空過をアピールすれば、一塁走者はアウトになる。

走者が安全進塁権を与えられ本塁までの進塁が認められた場合、他の走者が何らかの理由でアウトを宣告され三死となっても、安全進塁権が与えられた走者の得点は認められる（公認野球規則5.06(b)(3)【注】によれば、これは満塁で四球により安全進塁権が与えられたときに限って認められている）。
- 【例】二死満塁で第4ボールに当たる投球を捕手が後逸した。四球が宣告され、三塁走者は歩いて本塁に向かった。二塁走者は全力疾走で三塁を越えて本塁を窺ったが、球を拾った捕手からの送球で三本間で触球されてアウトとなった（第3アウト）。この時点で三塁走者はまだ本塁へ到達しておらず、数秒後にようやく本塁を踏んだ。 ― この場合、三塁走者の得点は認められる。

## ドーム球場の特別ルール
ドーム球場ではその打球の性質に関わらず、打球がフェア地域の上方空間にある天井や照明・音響・空調などの設備に挟まった場合や、そこに当たって跳ね返ってきたボールがフェア地域内に落下した場合にどのように取り扱うかが特別に規定されている。
日本初のドーム球場である東京ドームでは、グラウンド面から天井部分までの高さは「人間の力では到達しえない高さ」として算出された61.690メートルと設計されているが、選手の能力の向上や用具の質的向上、空調や内部空気圧などの様々な要因が重なって、天井部に打球が接触する事態が発生するようになり、特別ルール設定の必要に迫られることになった。順次建設されたドーム球場では個々の球場の高さ・広さに合わせてグラウンドルールが定められている。

## 具体例

### 野手が誤ってボールを観客席に投げ入れる
この事例は、特にプロレベルで多く発生している。ファンサービスの一環として、野手が飛球を捕らえたことによって第3アウトが成立した場合に、その野手がボールを観客席に投げ入れるようになったことによるもので、いずれも野手がアウトカウントを勘違いして投げ入れてしまったもの。記録は当該野手の失策である。日本プロ野球で日付等が具体的に判明している例は以下の4つ。
- 2003年5月21日、読売ジャイアンツ（巨人）対ヤクルトスワローズ第9回戦（福岡ドーム） - 6回表、一死一・二塁でヤクルト・鈴木健が外野へ飛球を打ち上げた。巨人のクリス・レイサム左翼手はこれを捕球したあと、ボールを観客席に投げ入れた。2人の走者に2個の安全進塁権が与えられ、二塁走者の宮本慎也が得点した。
- 2004年8月15日、阪神タイガース対広島東洋カープ第20回戦（大阪ドーム） - 2回裏、一死一塁の状況で阪神・鳥谷敬のゴロを広島のグレッグ・ラロッカ一塁手が処理し、自ら一塁を踏んで鳥谷をアウトにした後に観客席へ投げ入れた。このとき一塁走者のジョージ・アリアスは既に二塁に達していたので、アリアスには更に2個の安全進塁権が与えられ、阪神が先制点を得た。
- 2011年5月26日、阪神タイガース対千葉ロッテマリーンズ第2回戦（阪神甲子園球場） - 8回表、一死二塁でロッテ・清田育宏が放った飛球を阪神のマット・マートン右翼手が捕球した。このとき二塁走者の今江敏晃はタッグアップしていたが、マートンはそれを阻止するための送球をしようともせずに一塁側内野席（アルプススタンド）にボールを投げ入れた。これにより今江には2個の安全進塁権が与えられ、得点した[2]。
- 2015年7月20日、北海道日本ハムファイターズ対東北楽天ゴールデンイーグルス第16回戦（札幌ドーム） - 6回表、一死一塁で楽天のギャビー・サンチェスが外野へ打ち上げた飛球を日本ハムの西川遥輝左翼手が捕球後、外野席にボールを投げ入れてしまった。一塁走者のウィリー・モー・ペーニャには2個の安全進塁権が与えられ、二死三塁となった。後続の打者は凡退し、このミスは失点にはつながらなかった。[3]

また、野手がフェアボールをファウルボールと誤認して観客席に投げ入れてしまった事例もある。
- 2015年7月20日、横浜DeNAベイスターズ対東京ヤクルトスワローズ第16回戦（横浜スタジアム） - 7回裏、先頭打者のDeNA・アーロム・バルディリスの打球は一塁側ファウルライン付近に打ち上がり、ヤクルトの山田哲人二塁手が追ってグラブで打球に触れたが落球してしまった。同じくこの打球を追ってきた雄平右翼手はこれを拾い、打球がファウルボールになったと思い込んですぐ近くの観客席にボールを投げ入れたが、この打球が山田に触れたときの位置はファウルラインの内側であったため実際にはフェアボールであった。山田は素早くそのボールを観客から取り戻したが既に遅く、雄平の手からボールが離れた時点で一塁に達していたバルディリスにはさらに2個の安全進塁権が与えられた（最初の落球は山田に、ボール投げ入れは雄平に失策が記録された）。このあとDeNA・後藤武敏G.の内野ゴロの間にバルディリスは得点した。

### ボールパーソンが誤ってフェアのボールを観客に渡す
2014年6月8日、カンザスシティ・ロイヤルズ対ニューヨーク・ヤンキース（カウフマン・スタジアム） - 4回表、ヤンキースのブライアン・ロバーツの一塁線のフェア打球を、右翼側ファウルグラウンドのフェンス脇で待機していたボールパーソンがファウルボールと勘違いして拾い上げて観客に渡してしまい、ロバーツには2個の安全進塁権が与えられた。

### フェアボールにグラブを投げつける

#### 漫画『ドカベン』の例
水島新司作の漫画『ドカベン』の劇中、甲子園での明訓高校とブルートレイン学園（BT学園）との試合において、安全進塁権及びそのルールの盲点が描かれている。
8回裏、BT学園の打者・桜が左中間を破りそうな大飛球を放ったが、明訓高校の中堅手・山岡鉄司はグラブを投げつけて打球を止めてしまった。左翼手の微笑三太郎は、このプレイで「三塁打でボールデッドになる」と勘違いして、山岡に内野への返球を止めさせた。すでに三塁を回って本塁に到達しかけていた打者走者の桜も、微笑と同じく勘違いをして三塁に戻ろうとし、その時くやしまぎれに本塁を2度踏みつけた。それを見た球審は、三塁に帰ろうとする桜の本塁到達を認めた。すなわちグラブを投げつけて打球を止めた場合は三塁打でボールデッドになるのではなく、3つの安全進塁権が与えられ、かつボールインプレイであるため、実際に本塁を踏んだ桜の得点が認められたのである。
また同じ水島新司作の漫画『一球さん』の劇中においても主人公の真田一球が大飛球をグラブで落とそうと考え、落としたあとに打者に三塁打と同じになると言われあっけにとられるシーンがある（真田はルールを知らないまま野球を始めてしまったという設定である）。

#### 日本プロ野球の例
2008年5月4日、千葉ロッテマリーンズ対埼玉西武ライオンズ第8回戦（千葉マリンスタジアム） - 5回表、無死無走者で、西武・栗山巧の打球は一塁手を強襲し、右翼手のいる方向へ転がっていった。この打球に対してロッテのホセ・オーティズ二塁手がグラブを投げつけ、グラブは打球に接触した。栗山は一塁にとどまっていたが、審判団は公認野球規則7.05(c)に基づき、栗山に三塁までの安全進塁権を与えた。このあと石井義人の犠牲フライにより西武は得点した。

### サヨナラ勝ちで二塁打が単打になる
2017年8月20日、広島東洋カープ対東京ヤクルトスワローズ第20回戦（MAZDA Zoom-Zoom スタジアム広島） - 延長10回裏、5対5の同点、二死二塁の場面で、広島のブラッド・エルドレッドの打球は中堅手の頭上を超え、外野フェンスの手前で弾んでスタンドに入った。打者と走者には2個の安全進塁権が与えられ、走者が得点して広島のサヨナラ勝ちとなった。二塁まで進塁していれば二塁打が記録されるケースであったが、エルドレッドは一塁を回ったところで祝福するチームメイトに取り囲まれて走塁をやめたため、単打の記録となった。

### 内野ゴロでも打球処理直後の内野手の送球ではない例
- 2019年4月21日、阪神タイガース対読売ジャイアンツ（巨人）第6回戦（阪神甲子園球場） - 4回表の巨人の攻撃中、無死で一塁走者にクリスチャン・ビヤヌエバを置いて打者の岡本和真が内野ゴロを打ち、阪神の木浪聖也遊撃手が処理して糸原健斗二塁手がカバーする二塁に送球するが、投球に際してスタートを切っていたビヤヌエバの到達が早く間に合わず、続いて糸原は一塁へ送球したが、この送球が二塁上で塁審にセーフのアピールをしたビヤヌエバの右腕に触れて大きく逸れ、そのまま一塁側ダッグアウトに飛び込んでしまった。この糸原の送球は「打球を処理した直後の内野手の送球」ではないため、送球時点でまだ一塁に達していなかった打者走者の岡本には二塁が、既に二塁に達していたビヤヌエバには本塁がそれぞれ与えられ、巨人が先制点を得た。なお、この一連のプレーに関しては阪神球団副社長兼球団本部長の谷本修が日本野球機構への意見書提出を検討した。[9]
- 2024年6月23日、福岡ソフトバンクホークス対千葉ロッテマリーンズ第12回戦（みずほPayPayドーム福岡） - 6回表のロッテの攻撃。一死一・二塁で打者の中村奨吾が緩い当たりの内野ゴロを打ち、ソフトバンクの今宮健太遊撃手が前進してこれを処理し二塁に送球するが一塁走者の髙部瑛斗の脚力が勝ってセーフ。二塁上で送球を受けた二塁手の廣瀨隆太が一塁に送球したボールは、一塁手の頭上を大きく越える悪送球となってカメラマン席に入り込んでしまった。上記の阪神対巨人の例と同じく、廣瀬の送球は「打球を処理した直後の内野手の送球」ではないため、送球時点でまだ一塁に達していなかった打者走者の中村には二塁が与えられるとともに、二塁走者の佐藤都志也と送球時点で二塁に達していた髙部には本塁が与えられ、ロッテが3対3の同点に追いついた。[10][注 5]

### ボークにより与えられた塁よりも先への進塁が認められる
- 2020年9月3日、阪神タイガース対東京ヤクルトスワローズ第15回戦（阪神甲子園球場） - 7回裏（阪神の攻撃）、一死二・三塁の場面で、ヤクルトのスコット・マクガフ投手は走者のいない一塁へ牽制球を行った（この直前に一塁走者だった陽川尚将が二塁へ盗塁していた）。一塁に走者がいないために一塁手の坂口智隆は一塁ベースカバーに就いておらず、この送球は坂口が捕球できずに逸れて外野を転々とし、その間に三塁走者の植田海と陽川が相次いで得点した。この例では、投手が走者のいない塁へ送球している時点でボークであるが、送球が逸れたことにより走者が余塁を奪おうとしているのでただちにボールデッドにはならず、ボールインプレイが継続する（公認野球規則6.02(a)【規則説明1】。ただし、坂口が送球を逸らさなかったのであればその時点でボールデッドになる）。マクガフにはボークと失策（ボークにより三塁が与えられる陽川にさらに本塁を与えたことによる）が記録された。[11]
- 2024年6月23日、読売ジャイアンツ（巨人）対東京ヤクルトスワローズ第11回戦（東京ドーム） - 1回裏（巨人の攻撃）、二死一塁、打者が岡本和真の場面で、ヤクルトのミゲル・ヤフーレ投手が一塁へ牽制球を行ったが、その際の動作（セットポジションで静止後に、僅かに一塁方向を窺うように両肩や右膝が動いてから再び静止しており、これが投球動作の中断と判断されたと考えられる）を見て一塁走者の佐々木俊輔がボークをアピールし、審判員もボークを宣告。この送球は大きく逸れて外野まで到達し、佐々木は一気に三塁を陥れた。上記の阪神対ヤクルトの例と同様に、ボークであってもただちにボールデッドにはならず、ボールインプレイが継続するため佐々木の進塁は認められ、ヤフーレにはボークと失策（ボークにより二塁が与えられる佐々木にさらに三塁を与えたことによる）が記録された。このあと岡本の二塁打で佐々木が得点し、巨人が先制点を得た。[12]